# Liste der Naturdenkmale in Kasdorf
Die Liste der Naturdenkmale in Kasdorf nennt die im Gemeindegebiet von Kasdorf ausgewiesenen Naturdenkmale (Stand 20. Mai 2024).

## Ehemalige Naturdenkmale
| Nr. | Bezeichnung  | Lage                                       | Beschreibung                                                  | Bild                                    |
| --- | ------------ | ------------------------------------------ | ------------------------------------------------------------- | --------------------------------------- |
|     | Buchengruppe | südwestlich des Ortes; Flur Bartsoder Lage | Fagus sylvatica, zwei Bäume; Rechtsverordnung 2013 aufgehoben | Direkt Bild zu diesem Denkmal hochladen |